# 財務官 (日本)
財務官（ざいむかん、英: Vice-Minister of Finance for International Affairs）は、国家公務員の官職の一つである。

## 位置づけ
財務省において、財務事務次官や国税庁長官と並ぶ次官級ポストである。指定職7号俸。定数は1人。同省の大臣官房長・局長以下の職員の官名はおおむね財務事務官であるのに対し、財務事務次官と財務官は職名であるとともに官名でもある（前身の（旧）財務官・財務参事官も同様）。

## 歴史
1949年（昭和24年）、連合国軍占領下の日本に於いて均衡財政執行を目的として来日したジョゼフ・ドッジが見返り資金の管理を重要視し、大蔵省から独立した見返り資金管理官という次官級または大臣級のポストを新設してはどうかと池田勇人大蔵大臣に相談。池田が吉田茂首相と相談の上、大蔵省内に次官クラスの役職として新設することを決め、1949年（昭和24年）6月1日に施行された大蔵省設置法により財務官（定数1人）として設置された。初代の財務官には池田が渡辺武を任命した。
1952年（昭和27年）8月1日に財務参事官に改称、1968年（昭和43年）6月15日に再び改称して財務官となり、中央省庁再編時の財務省設置法にも引き継がれた。（旧）財務官及び財務参事官は法令の序列上では事務次官と大臣官房長の間の職であったが実務上は大臣官房長・局長より格下と位置づけられた時期もあった（大臣官房長・他局長に異動となった例がある）のに対し、（新）財務官は事務次官に準ずるいわゆる「上がりポスト」として扱われている。通常1年で交代する財務事務次官と比較して（新）財務官の任期は比較的長く、一般に2～3年務めることが多い。

## 呼称
一般には「財務省財務官」のように省名を冠する表記もなされるが、辞令上の正式な官職表記は財務事務次官と同様に省名を冠さない「財務官」となる（大蔵省時代も同様）。これは、財務省設置法の規定に拠る。

## 職務
財務官の職務は、財務省設置法の条文に従えば、「命を受けて、国の財務に関する事務その他の財務省の所掌事務のうち、国際的に処理を要する事項に関する事務を総括整理する。」ものであるが、要するに財務省国際局の所掌事務を専担する次官級の職位である。公式英称をVice Minister of Finance for International Affairs（「国際担当財務事務次官」）としていることからもそのことがうかがえる。（大蔵省の旧）財務官・財務参事官・（大蔵省の新）財務官・（財務省の）財務官のいずれも、国際渉外業務を主な任務としている点は同じである。

## 副財務官
財務官の職務を補佐する組織として、財務省大臣官房秘書課に財務官室が置かれているが、それ以外に、大臣官房参事官のうちの2人（2016年7月までは1人）に財務官を補佐する任務が与えられており、この参事官を（法的な正式呼称ではないが）対外的に副財務官と呼びならわしている。これは、1949年6月1日から1952年7月31日まで大蔵省組織規程（昭和24年大蔵省令第37号）に基づき正規に置かれていた副財務官（定数は当初1人、1950年7月14日以降2人）の名残とされる。

## 財務官の前身
戦後の財務官に相当する官職として、戦前の大蔵省には帝国政府特派財政委員、および財務（事務）官があった。ただしいずれも、海外（特に欧米）に駐在した点が、現在の財務官とは大きく異なっている。
明治時代後期に置かれた帝国政府特派財政委員は、海外において日本の経済・財政の信用を維持し、公債の募集・借替をおこなうことを任務とした。初代の高橋是清は日本銀行副総裁のまま、1905（明治38）年7月7日に特派財政委員を委任され、主に日露戦争の戦費調達に当たった。1906（明治39）年8月には、高等官の欧米駐在を可能にする規定が設けられ、若槻礼次郎が大蔵次官を兼ねる形で、特派財政委員となった。1908（明治41）年7月には水町袈裟六が同職を引き継いだが、1910（明治43）年5月、「海外ニ於ケル財務処理ノ為大蔵省ニ臨時職員増置ノ件」（勅令第236号）で海外駐箚財務官（英仏駐在）が設置され、水町が同年6月1日から最初の財務官に任命された。それ以降、専任の職たる海外駐箚財務（事務）官が置かれた。
- 森賢吾
- 津島壽一
- 井川忠雄
- 木内四郎
- 湯本武雄
- 島本融（北海道銀行頭取、ドイツ、スイス - 1946.1.24）
- 小島要太郎（ドイツ、フランス、スイス - 1946.1.24）
- 西山勉（横浜正金銀行取締役、アメリカ合衆国）

## 歴代の財務官及び財務参事官
- 初代(旧）財務官・渡邊武は、当時の人事院規則8-11の規定により1950年6月5日に改めて「財務官に任用する」旨の辞令が発出されている。
- 財務参事官心得の官職は大蔵事務官

| 代         | 氏名       | 在任期間                      | 退任後の要職                                                                                    |
| ---------- | ---------- | ----------------------------- | ----------------------------------------------------------------------------------------------- |
| 財務官     |            |                               |                                                                                                 |
| 1          | 渡邊武     | 1949年6月1日 - 1951年10月1日  | アジア開発銀行初代総裁 日米欧委員会初代委員長 日本格付研究所社長                                |
| 2          | 鈴木源吾   | 1951年10月1日 - 1952年7月31日 | 駐米公使 国際通貨基金理事 日銀監事 国際合同銀行会長                                             |
| 財務参事官 |            |                               |                                                                                                 |
| 1          | 鈴木源吾   | 1952年8月1日 - 1957年1月23日  | （前掲）                                                                                        |
| 2          | 西原直廉   | 1957年1月23日 - 1959年4月15日 | 大蔵省理財局長 第一火災海上保険社長 国際金融公社極東代表                                        |
| 心得       | 磯田好祐   | 1959年4月15日 - 1960年4月12日 | 中小企業金融公庫副総裁 日本証券金融副社長                                                       |
| 3          | 磯田好祐   | 1960年4月12日 - 1961年6月16日 | （前掲）                                                                                        |
| 4          | 大島寛一   | 1961年6月16日 - 1962年6月1日  | 開銀理事 日銀理事 農林中金副理事長                                                              |
| 5          | 渡邊誠     | 1962年6月1日 - 1963年4月22日  | 大蔵省為替局長、同国際金融局長 海外経済協力基金理事 商工中金副理事長                            |
| 6          | 片桐良雄   | 1963年4月22日 - 1965年6月18日 | 伊藤忠商事副社長                                                                                |
| 7          | 柏木雄介   | 1965年6月18日 - 1966年8月1日  | 東京銀行頭取、同会長                                                                            |
| 8          | 亀徳正之   | 1966年8月1日 - 1967年1月10日  | 大臣官房長、国税庁長官 協栄生命保険社長 東洋英和女学院理事長・院長事務取扱                      |
| 9          | 村井七郎   | 1967年1月10日 - 1968年6月15日 | 大蔵省国際金融局長 三和銀行副頭取                                                               |
| 財務官     |            |                               |                                                                                                 |
| 1          | 柏木雄介   | 1968年6月15日 - 1971年6月1日  | （前掲）                                                                                        |
| 2          | 細見卓     | 1971年6月1日 - 1972年6月27日  | 海外経済協力基金総裁 ニッセイ基礎研究所会長                                                     |
| 3          | 稲村光一   | 1972年6月27日 - 1974年6月26日 | 日本長期信用銀行顧問                                                                            |
| 4          | 吉田太郎一 | 1974年6月26日 - 1976年6月11日 | アジア開発銀行総裁                                                                              |
| 5          | 松川道哉   | 1976年6月11日 - 1978年6月17日 | 日興リサーチセンター理事長                                                                      |
| 6          | 佐上武弘   | 1978年6月17日 - 1981年6月26日 | 住友銀行顧問                                                                                    |
| 7          | 渡辺喜一   | 1981年6月26日 - 1983年6月7日  | 中小企業金融公庫総裁                                                                            |
| 8          | 大場智満   | 1983年6月7日 - 1986年6月10日  | （財）国際金融情報センター理事長                                                                |
| 9          | 行天豊雄   | 1986年6月10日 - 1989年7月18日 | 東京銀行会長                                                                                    |
| 10         | 内海孚     | 1989年7月18日 - 1991年7月24日 | （財）国際金融情報センター理事長 （株）日本格付研究所社長                                       |
| 11         | 千野忠男   | 1991年7月24日 - 1993年7月13日 | アジア開発銀行総裁 野村総合研究所顧問                                                           |
| 12         | 中平幸典   | 1993年7月13日 - 1995年6月21日 | 信金中央金庫理事長                                                                              |
| 13         | 加藤隆俊   | 1995年6月21日 - 1997年7月15日 | 国際通貨基金副専務理事 （財）国際金融情報センター理事長                                         |
| 14         | 榊原英資   | 1997年7月15日 - 1999年7月8日  | 慶應義塾大学教授 早稲田大学教授 青山学院大学教授                                                |
| 15         | 黒田東彦   | 1999年7月8日 - 2003年1月14日  | 一橋大学教授 アジア開発銀行総裁 日本銀行総裁                                                    |
| 16         | 溝口善兵衛 | 2003年1月14日 - 2004年7月2日  | （財）国際金融情報センター理事長 島根県知事                                                     |
| 17         | 渡辺博史   | 2004年7月2日 - 2007年7月10日  | 一橋大学教授 株式会社国際協力銀行総裁 （公財）国際通貨研究所理事長                              |
| 18         | 篠原尚之   | 2007年7月10日 - 2009年7月14日 | 国際通貨基金副専務理事 東京大学教授                                                             |
| 19         | 玉木林太郎 | 2009年7月14日 - 2011年8月2日  | 経済協力開発機構事務次長 （公財）国際金融情報センター理事長                                     |
| 20         | 中尾武彦   | 2011年8月2日 – 2013年3月29日  | アジア開発銀行総裁 みずほリサーチ＆テクノロジーズ理事長 第一生命株式会社取締役（社外）          |
| 21         | 古澤満宏   | 2013年3月29日 – 2014年7月4日  | 内閣官房参与 国際通貨基金副専務理事                                                             |
| 22         | 山崎達雄   | 2014年7月4日 – 2015年7月7日   | 三菱商事顧問 モルガン・スタンレーMUFG証券顧問 アムンディ・ジャパン顧問 国際医療福祉大学特任教授 |
| 23         | 浅川雅嗣   | 2015年7月7日 – 2019年7月5日   | 内閣官房参与 アジア開発銀行総裁                                                                 |
| 24         | 武内良樹   | 2019年7月5日 – 2020年7月20日  | 経済協力開発機構事務次長                                                                        |
| 25         | 岡村健司   | 2020年7月20日 - 2021年7月8日  | 内閣官房参与 国際通貨基金副専務理事                                                             |
| 26         | 神田眞人   | 2021年7月8日 - 2024年7月31日  | 内閣官房参与 神戸市顧問 アジア開発銀行総裁                                                      |
| 27         | 三村淳     | 2024年7月31日 -               |                                                                                                 |